# 세아라 SC
세아라 스포르팅 클루브(포르투갈어: Ceará Sporting Club)는 브라질의 세아라주 포르탈레자를 연고지로 하는 축구 클럽으로 1914년 6월 2일에 창단 하였다. 세아라는 브라질 북동부 지역을 대표하는 클럽 중 하나이며 구단의 최대 라이벌은 같은 연고지를 공유하는 포르탈레자 EC이다. 2018년 현재 브라질 전국 리그 최상위 캄페오나투 브라질레이루 세리이 A와 세아라 주 리그 캄페오나투 세아렌시에 참여하고 있다.

## 창단

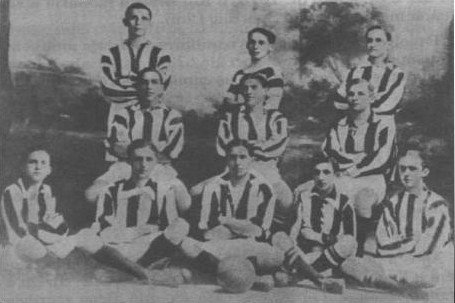
1915년 세아라 SC

1914년 6월 2일 루이스 이스테비스 주니오르와 페드루 프레이리에 의해 히우 브랑쿠 FC라는 이름으로 창단되었다. 이외에 구단의 창단에 참여한 사람들은 그들의 친구들로, 지우베르투 구르제우, 와우테르 바호수, 하이문두 주스타, 뉴턴 홀라, 볼리바르 푸르세우, 알루이시우 마메지, 오를란두 올센, 조제 일리아스 홈시, 이사이아스 파사냐 지 안드라지, 하이문두 파딜랴, 홀라두 에밀리우, 미통 알렌카르 핀투, 고타르두 모라이스, 아르투르 지 아우부케르키, 신시나투 코스타, 카를루스 카우몽 그리고 이우리쿠 메데이루스였다. 창단 초기 구단의 상징색은 흰색과 라일락이었다. 1915년 창단 1주년이 되었을 무렵, 구단명을 현재의 이름인 세아라 SC로 교체하였다.
1915년부터 1919년까지 세아라 SC는 토르네이우스 메트로폴리타누스에서 5년 연속으로 우승을 차지하였다. 1941년에는 세아라주 리그 캄페오나투 세아렌시에서 우승을 차지하였다. 1961년부터 1963년까지 3년 연속 주 리그 챔피언 타이틀을 획득하기도 하였으며, 1969년에 코파 노르데스치에서 우승을 하기도 했다. 이 후 1970년에 7년만의 주 리그 타이틀을 다시 가져왔다. 1971년 브라질 전국 리그 캄페오나투 브라질레이루 세리이 A 첫번째 시즌에 참가하였으나, 최하위를 기록하고 강등되었다. 1975년부터 1978년까지 세아렌시에서 4년 연속 우승을 기록하였다.
1985년 세리이 A에서 7위를 기록하며, 구단 역사상 최고 기록을 세웠다. 1994년 코파 두 브라지우에서 준우승을 기록하였고, 결승전에서 그레미우에게 패배하였었다. 1995년에는 코파 CONMEBOL에 참가하였고, 이는 구단 역사상 최초로 국제 대회에 참가한 것이자, 세아라주 최초의 국제 대회 참가였다. 1996년 구단은 상징색을 검은색 한가지로 바꾸었고, 이 후 북동부의 수리(포르투갈어: Urubu do Nordeste)라는 별칭으로 불렸다.
2002년 세아렌시에서 3년만에 우승을 차지하였고, 2005년에 코파 두 브라지우 4강전에 진출하였다. 2006년 세아렌시에서 4년만에 우승하였다. 2009년 캄페오나투 브라질레이루 세리이 B에서 3위를 기록하며, 17년만에 세리이 A로 복귀하였다. 2010 시즌 세리이 A에서 12위를 기록하였고, 이듬해 코파 수다메리카나에 진출하게 되었다. 2011년 코파 두 브라지우 8강전에서 당시에 막강했던 호나우지뉴의 CR 플라멩구를 꺾고 4강전에 진출하였다.

## 경기장

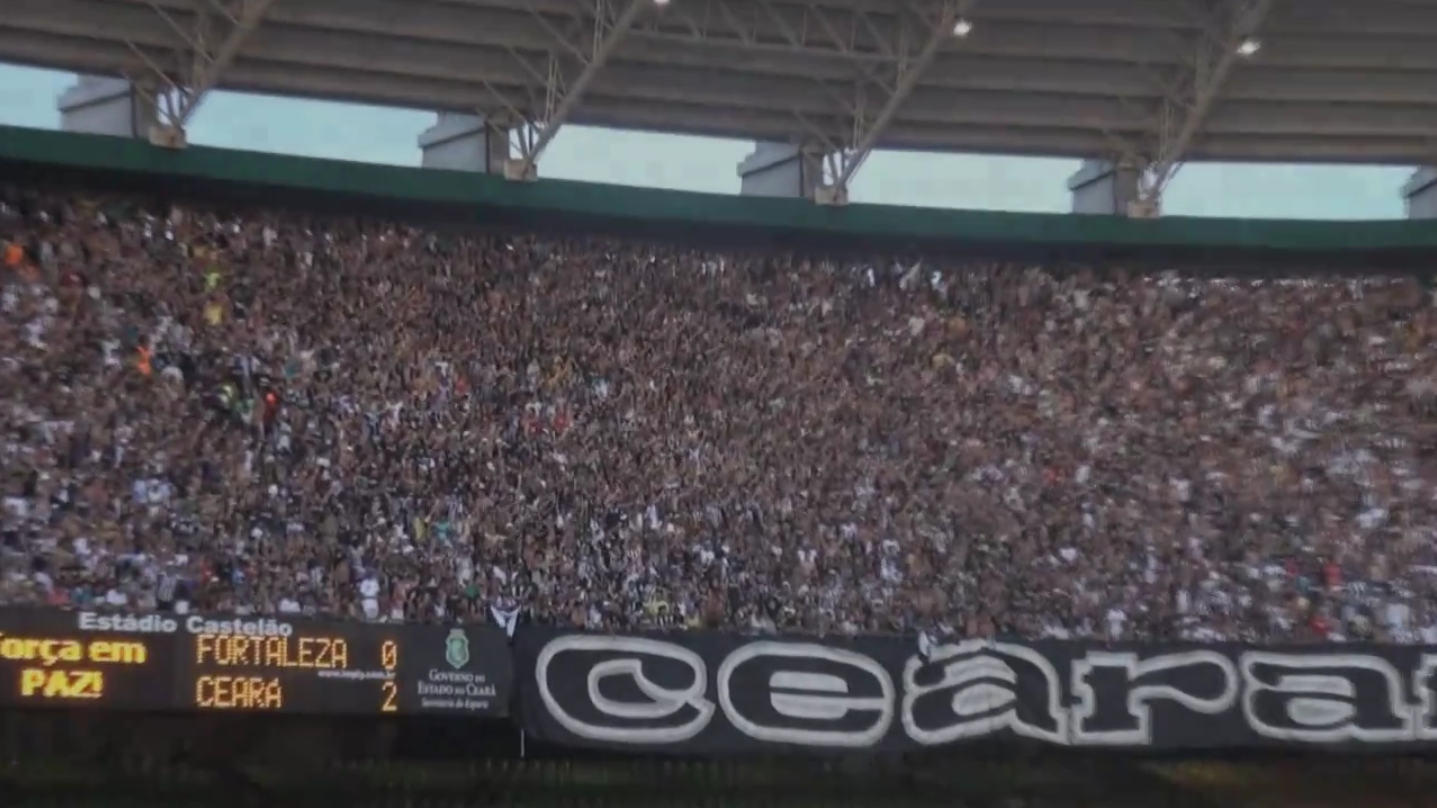
세아라의 홈 구장 카스텔랑의 모습

세아라의 홈 경기장은 본래 이스타지우 카를루스 지 알렌카르 핀투였으며, 수용인원은 3,000명이었다. 현재 세아라의 홈 경기장은 카스텔랑으로, 수용인원은 60,326명이다. 이외에도 이스타지우 프레지덴치 바르가스에서도 경기를 가지며, 수용인원은 22,228명이다.

## 수상

### 전국
- 코파 두 브라지우
  - 준우승 (1회) : 1994
- 코파 두 노르데스치
  - 우승 (1회) : 2015
- 코파 노르치-노르데스치
  - 우승 (1회) : 1969

### 주 (州)
- 캄페오나투 세아렌시
  - 우승 (44회) : 1915, 1916, 1917, 1918, 1919, 1922, 1925, 1931, 1932, 1939, 1941, 1942, 1948, 1951, 1957, 1958, 1961, 1962, 1963, 1971, 1972, 1975, 1976, 1977, 1978, 1980, 1981, 1984, 1986, 1989, 1990, 1992, 1993, 1996, 1997, 1998, 1999, 2002, 2006, 2011, 2012, 2013, 2014, 2017, 2018.
- 코파 두스 캄페옹이스 세아렌시스
  - 우승 (1회) : 2014

## 선수 명단

### 현역
참고: FIFA 자격 규정에 따라 소속된 국가대표팀 국기를 표시합니다. 선수는 복수의 FIFA 비회원국 국적을 가지고 있을 수 있습니다.
| 번호 | 포지션 | 국적     | 이름                  |
| ---- | ------ | -------- | --------------------- |
| 6    | DF     | 포르투갈 | 라파엘 라모스         |
| 10   | MF     |          | 루카스 무그니         |
| 22   | FW     |          | 알레한드로 마르티네스 |
| 27   | FW     | 파라과이 | 안토니오 갈레아노     |
| 28   | MF     | 파라과이 | 호르헤 레칼데         |

| 번호 | 포지션 | 국적 | 이름 |
| ---- | ------ | ---- | ---- |

## 역대 감독
| 감독                     | 임기 |
| ------------------------ | ---- |
| 조르지뉴                 | 2018 |
| 아지우송 지아스 바치스타 | 2019 |
| 도리바우 주니오르        | 2022 |